# Rue Léo-Lagrange
La rue Léo-Lagrange (en occitan : carrièra Léo Lagrange) est une voie publique de Toulouse, chef-lieu de la région Occitanie, dans le Midi de la France. Elle traverse le quartier du Busca dans le secteur 5 - Sud-Est.

## Situation et accès

### Description
La rue Léo-Lagrange correspond à une partie de l'ancien chemin vicinal 19, du Pont-Montaudran à Lasbordes, par la rue Léo-Lagrange, la rue du Midi et la rue Bonnat.  

### Voies rencontrées
La rue Léo-Lagrange rencontre les voies suivantes, dans l'ordre des numéros croissants (« g » indique que la rue se situe à gauche, « d » à droite) :
1. Avenue Paul-Crampel
2. Rue Julien-Desprez (g)
3. Rue Louis-Marc-Demouilles (d)
4. Rue Marceau (g)
5. Rue Henri-Rachou (g)
6. Rue de la Tannerie (d)
7. Rue Georges-Picot (d)
8. Rue Saint-Luc (d)
9. Rue Xavier-d'Auriol (d)
10. Place du Busca

### Transports
La rue Léo-Lagrange est parcourue et desservie par la ligne de bus 44. La station de métro la plus proche est la station Saint-Michel - Marcel-Langer, sur la ligne , sur la grande-rue Saint-Michel, où se trouvent également les arrêts du Linéo L4. 
Les stations de vélos en libre-service VélôToulouse les plus proches sont les stations no 112 (47 allée Édouard-Branly) et no 118 (2 place du Busca).

## Odonymie

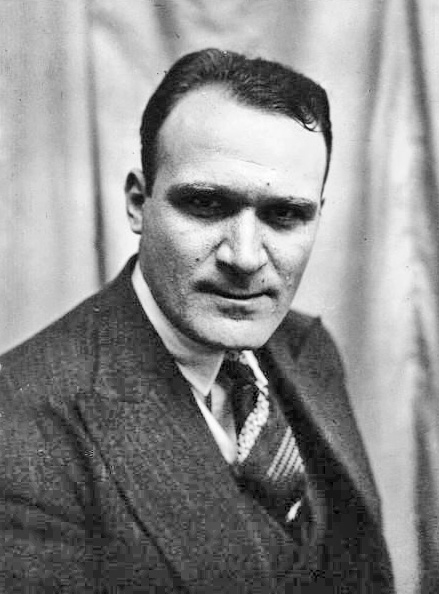
Léo Lagrange, député du Nord, en 1932 (agence Meurisse, BnF).

La rue porte le nom de l'homme politique français Léo Lagrange (1900-1940). Au XVIIe siècle, ce n'était qu'un chemin qui longeait le cours de deux ruisseaux, progressivement confondus, le Mièjesole et le Sauzat. Il était aussi désigné comme le chemin de Pelade, sans qu'on puisse en déterminer l'origine. En 1898, la rue prit le nom de François-Frizac, comme une avenue voisine.
C'est en 1947 que la municipalité de Raymond Badiou, issue des rangs de la Résistance, lui donna le nom de Léo Lagrange. À Toulouse, son nom a également été donné à un centre sportif du quartier Saint-Aubin (actuel no 4 place Pierre-Paul-Riquet) et à un groupe scolaire du quartier Empalot (actuels no 35-39 allée Henri-Sellier).

## Patrimoine et lieux d'intérêt

### Établissements scolaires
- no  43-51 : lycée professionnel Georges Guynemer. 
Le collège d'enseignement technique (CET) est construit en 1958 sur les plans de l'architecte Louis Cazelles[6]. Il est construit à l'emplacement d'une ancienne usine de moteurs d'avions, les Ateliers Saint-Éloi[7] et porte naturellement le nom de l'aviateur Georges Guynemer, aviateur, (1894-1917), mort durant la Première Guerre mondiale. En 1975, il devient lycée d'enseignement professionnel (LEP), puis lycée professionnel en 1985[8].

- no  60 : écoles maternelle et élémentaire Jean Jaurès. 
La municipalité confie en 1925 la construction du groupe scolaire du Busca à l'architecte de la ville, Jules Milloz. Pour cela, la municipalité fait l'acquisition d'une partie des terrains d'une usine de constructions métalliques, l'atelier Saint-Éloi[9]. Le projet, qui comprend une école de garçons, une école de filles et une école maternelle, est établi sur une vaste parcelle entre l'avenue François-Frizac (actuel no 21), la place du Busca, la rue Léo-Lagrange (actuel no 60) et la rue Xavier-d'Auriol (actuels no 5-5 bis). C'est en 1927, lors de l'inauguration de l'école de garçons, que le maire socialiste de la ville, Étienne Billières, lui donna le nom de Jean Jaurès, dont la mère habitait une maison sur l'avenue François-Frizac (ancien no 15). 
L'école de filles, qui borde la rue Léo-Lagrange, est terminée en janvier 1931. Elle avait trois classes, une salle de repassage, un préau couvert et, à l'étage, les logements de la directrice et de son adjointe. Les bâtiments sont en maçonnerie de briques, mises en œuvre avec soin, avec notamment des jeux de calepinage qui animent les façades[10].

### Immeubles et maisons
- no  2-6 : résidence Descartes. 
La résidence Descartes fait partie, avec la résidence Montesquieu (actuel no 41 avenue Paul-Crampel), d'un vaste ensemble immobilier construit par l'architecte Jacques Cartery entre 1969 et 1972 à l'emplacement des établissements Fournier et Fourquin, spécialisés dans les constructions métalliques, pour le compte de la SMCI Guy Devaux[11],[12],[13].

- no  9 : villa Fiva (1912)[14].

- no  10 : maison. 
Cette petite maison, construite en 1914, se trouve en fond de parcelle. Elle reprend les méthodes de construction et l'architecture des maisons toulousaines, mais elle s'en distingue par le soin apporté à l'appareillage de brique et de galets. Le bâtiment s'élève sur trois niveaux, séparés par des cordons de brique : un sous-sol, un rez-de-chaussée surélevé et un étage de comble. La porte et les fenêtres ont des chambranles à crossettes et des agrafes en pierre[15].

- no  15 : toulousaine. 
Une maison toulousaine est construite en 1880 à l'angle de la rue Marceau (actuel no 30)[16]. Le mur aveugle sur cette dernière porte une fresque des graffeurs franciliens Jober et Poes, représentant un épisode de l'Épopée de Gilgamesh, réalisée en 2016 dans le cadre du festival Rose Béton[17].

## Personnalité
- Henri Montaut (1862-1906) : né rue Saint-Joseph, il fut voyageur de commerce. Il vécut par la suite rue Léo-Lagrange avec sa mère, puis avec sa maîtresse. Il se lia à l'homme politique Albert Bedouce et à l'écrivain Armand Silvestre, et fonda avec eux des banquets poétiques mensuels. Il se fit connaître sous le pseudonyme de « l'Anric del Busca »[18].